# Епархия Бакабала
Епархия Бакабала (лат. Dioecesis Bacabalensis) — епархия Римско-Католической церкви с центром в городе Бакабал, Бразилия. Епархия Бакабала входит в митрополию Сан-Луиш-до-Мараньяна. Кафедральным собором епархии Бакабала является церковь святой Терезы.

## История
22 июня 1968 года Римский папа Павел VI издал буллу «Visibilis natura», которой учредил епархию Бакабала, выделив её из apxиепархии Сан-Луиш-до-Мараньяна.

## Ординарии епархии
- епископ Paschasius Hermann Rettler (1968—1989)
- епископ Henrique Johannpötter (1989—1997)
- епископ José Belisário da Silva (1999—2005)
- епископ Armando Martín Gutiérrez (2006 — по настоящее время)

## Источник
- Annuario Pontificio, Ватикан, 2007
- Булла Visibilis natura  (лат.)